# جوليان مارتينيلي
جوليان مارتينيلي (بالفرنسية: Julien Martinelli)‏ (12 ديسمبر 1980 بستشيلتيغهيم في فرنسا - ) هو لاعب كرة قدم فرنسي في مركز حراسة المرمى. لعب مع نادي أنجيه ونادي أنغوليم ونادي ستراسبورغ ونادي نيور وES Bonchamp ‏.

## وصلات خارجية
- جوليان مارتينيلي على موقع قاعدة بيانات كرة القدم.إي يو (الإنجليزية)
- جوليان مارتينيلي على موقع Soccerway.com (الإنجليزية)